# Calabria Ora
Calabria Ora (Calabria Acum) este un ziar italian, cu sediul la Rende, în provincia Cosenza. Este un cotidian difuzat în regiunea Calabria. 